# Тирион Ланнистер
Ти́рион Ла́ннистер (англ. Tyrion Lannister) — персонаж романов американского писателя-фантаста Джорджа Мартина из цикла «Песнь Льда и Пламени». Впервые появляется в книге «Игра престолов». Начиная с книги «Битва королей» (исключая «Пир стервятников», так как в этом романе он не появляется) является одним из ключевых персонажей цикла. В телесериале «Игра престолов» роль Тириона Ланнистера исполнил Питер Динклэйдж.

## Внешний вид
В начале повествования «Игры престолов» Тириону Ланнистеру около 23 лет. Тирион — карлик, с глазами разного цвета (чёрный и зелёный), и пегими волосами (светлыми и тёмными). В битве на Черноводной Тирион потерял часть носа, а также получил огромный шрам на лице, что сделало его ещё более уродливым.

Тирион Ланнистер, самый младший из детей лорда Тайвина и, бесспорно, самый уродливый. Тириону не досталось ничего из того, что боги уделили Серсее и Джейме. Карлик, едва ли не по пояс своему брату, он с трудом поспевал за ним на коротких ногах. Голова его была слишком велика для тела, под выпуклым лбом открывалось расплывшееся лицо уродца. Из-под прямых волос, светлых настолько, что они казались белыми, глядел зелёный глаз, рядом с ним поблёскивал чёрный.— «Игра престолов»

## Личность
Юность Тириона Ланнистера была тяжёлой. Он не снискал любви отца, поскольку его рождение стоило жизни его матери. Единственным относительно близким человеком для него был брат Джейме. В возрасте 13 лет «женился» на простолюдинке по имени Тиша, которая, как рассказал ему Джейме, была проституткой, снятой им специально для карлика, чтобы тот наконец стал мужчиной. Этот «брак» пришёлся не по нраву лорду Тайвину, и он крайне жестоко обошёлся с сыном: по его приказу, каждый из гвардейцев изнасиловал девушку на глазах Тириона. Этот эпизод стал серьёзной психологической травмой для Тириона и оказал существенное влияние на его последующую жизнь.

## Роль в сюжете

### Игра престолов
Сопровождал Роберта Баратеона и его супругу в Винтерфелл, откуда затем отправился на Стену, где был принят как почётный гость. По пути в Королевскую Гавань был схвачен леди Кейтилин Старк по необоснованному обвинению в организации покушения на жизнь её сына Брана и перевезён в замок Орлиное Гнездо, где Лиза Аррен, в свою очередь, обвинила его в отравлении своего мужа Джона Аррена. Некоторое время содержался в воздушной темнице Орлиного Гнезда.
Благодаря испытанию поединком, в котором его боец, наёмник Бронн, победил, был признан невиновным и отпущен. В горах долины Аррен Тирион едва не погиб от рук дикарей-горцев, однако благодаря своим недюжинным дипломатическим и ораторским способностям склонил их на свою сторону. Принимал участие в сражении на Зелёном Зубце во главе отряда горцев.

### Битва королей
После пленения Джейме Ланнистера был назначен десницей (первым советником) короля Джоффри Баратеона и отбыл в столицу, где энергично взялся за выполнение своих обязанностей, в частности, за смену ставленников своей сестры Серсеи на верных ему людей. Разработал стратегический план битвы на Черноводной и участвовал в ней, продемонстрировав немалую храбрость. Был тяжело ранен сиром Мендоном Муром из Королевской Гвардии (возможно, по приказу Серсеи), однако остался жив, хоть и потерял половину носа.

### Буря мечей
По возвращении Тайвина Ланнистера в столицу сложил с себя полномочия десницы короля. По воле отца женился на Сансе Старк, однако их брак фактически не состоялся. После смерти короля Джоффри на свадебном пиру был необоснованно обвинён в его отравлении своей сестрой Серсеей и заточён в темницу. Потребовал испытания поединком, однако его боец Оберин Мартелл проиграл бой сиру Григору Клигану и погиб, в связи с чем Тирион был приговорён к смертной казни. Был вызволен из темницы Джейме Ланнистером и лордом Варисом, после чего, пробравшись в покои своего отца, застрелил его из арбалета и бежал на восток, в Вольные города.

### Танец с драконами
Прибыв в Эссос, он попадает в дом к влиятельному магистру Пентоса — Иллирио Мопатису. Как выясняется далее, Иллирио находится в сговоре с Варисом и предположительно хочет восстановить династию Таргариенов в Вестеросе, однако его реальные мотивы неизвестны. Таким образом Тириону отведена роль помочь Дейнерис взойти на престол, и Ланнистер отправляется на восток, взяв при этом имя Хугор Хилл. По пути на реке Ройн он узнаёт в сыне наёмника, который должен доставить Тириона в Волантис, уже как 15 лет назад умершего Эйгона Таргариена, решившего жениться на Дейнерис ради получения драконов и успешного отвоевания Железного Трона. Тирион убеждает его, что это плохая идея, советуя ему уже сейчас отправиться в Вестерос, заявив о своих правах.
По прибытии в Волантис был похищен изгнанником Джорахом Мормонтом. В это же время Эйгон решает отправиться в Вестерос. Таким образом, Тирион ломает все планы Иллирио своим советом. По пути в Кварт вместе с Мормонтом подвергается нападению работорговцев. У стен Миэрина куплен одним из Миэринских командующих в качестве скомороха, где Тирион с карлицей Пенни должен показывать смешные рыцарские бои на свинье.

### Ветра зимы
В книге «Ветра зимы» Тирион находится в центре осады Миэрина, где вскоре должен произойти штурм города. Вместе с Джорахом Мормонтом состоит в рядах миэринских наёмников, которые пытаются перейти на сторону войск Дейенерис Таргариен.

## Возможные прообразы
По словам самого Джорджа Мартина, прототипом Тириона послужил английский король Ричард III; как признался автор, этот образ отчасти автобиографичен.

## В экранизации
Роль Тириона Ланнистера в сериале «Игра престолов» сыграл актёр Питер Динклейдж. За исполнение этой роли в первом сезоне экранизации Динклейдж получил премию «Эмми» в номинации «Лучшая мужская роль второго плана в драматическом телесериале», премию «Золотой глобус» в номинации «Лучшая мужская роль второго плана — мини-сериал, телесериал или телефильм», премию «Satellite» в той же номинации, «Scream» за лучшую роль второго плана и номинирован ещё на несколько наград.
«Deadline» подтвердил 21 июня 2016 года, что Питер Динклэйдж, а также Николай Костер-Вальдау, Лина Хиди, Эмилия Кларк и Кит Харингтон, вели переговоры о последних двух сезонах. Также сообщалось, что актёрам повысили зарплату до $500 000 за эпизод для седьмого и восьмого сезонов. 18 ноября 2016 года их зарплата была повышена до $1 100 000 за эпизод для седьмого и восьмого сезонов. 25 апреля 2017 года их зарплата была повышена до £2 000 000, то есть до $2 600 000 за эпизод для седьмого и восьмого сезонов.
Первый и второй сезоны (2011—2012) телесериала «Игра престолов», повествуют о событиях, описанных в книгах «Игра престолов» и «Битва королей», соответственно. Сюжетная линия Тириона из книги «Буря мечей» была поделена на две части, и адаптирована в третьем и четвёртом сезонах (2013—2014). Пятый сезон является адаптацией основной части книг «Пир стервятников» и «Танец с драконами» (две книги экранизируются вместе, поскольку события и персонажи в них разделены географически). Шестой сезон частично является адаптацией оставшейся части книг «Пир стервятников» и «Танец с драконами» (причём в шестом сезоне сериала Тириону Ланнистеру досталась часть сюжетной линии Барристана, который в книгах до сих пор жив и взял на себя командование городом после исчезновения Дейенерис).
Хотя в телесериале HBO присутствуют оригинальные сцены, сокращённые книжные, схожие с книжными и ненамного отличающиеся сцены от книг, во многом сюжетные линии Тириона из книг и телесериала HBO сходны.

#### Шестой сезон
Сюжетная линия Тириона Ланнистера в сериале опережает книжную начиная с шестого сезона.
В самом начале 6 сезона вместе с Варисом встретил красного жреца-проповедника и стал свидетелем сожжения кораблей в гавани Миэрина. Беседуя с Варисом, Миссандеей и Серым Червём, узнал о том, что власть в Астапоре и Юнкае окончательно захватили работорговцы. Спустившись вместе с Варисом в подземелье, снял цепи с драконов Дейенерис. Узнал от Вариса, что Сынов Гарпии поддерживают работорговцы из Астапора и Юнкая. Провёл переговоры с юнкайским послом Раздалом мо Эразом, Еззаном за Каггазом и триархом из Волантиса, встретился с вольноотпущенниками Миэрина. В 5 серии 6 сезона встретил вместе с Варисом верховную жрицу Рглора Кинвару. В 8 серии 6 сезона простился с Варисом и угостил вином Серого Червя и Миссандею. Стал свидетелем проповеди красной жрицы в Миэрине и нападения флота работорговцев на Миэрин. Дал приказ Серому Червю готовиться к бою с работорговцами, встретился с Дейенерис. Провёл переговоры с работорговцами, перед которыми был вынужден отчитаться за свои действия перед кхалиси. Стал свидетелем сожжения флота работорговцев драконами Дейенерис и убийства Белико Пейнемиона и Раздала мо Эраза. Отпустил Еззана зо Каггаза. Вместе с Дейенерис встретил Яру и Теона Грейджоев. В 10 серии 6 сезона получил от Дейенерис значок королевского десницы, отправился вместе с кхалиси на завоевание Вестероса.

#### Седьмой сезон
В 7 сезоне Тирион Ланнистер прибывает на Драконий Камень вместе с Дейенерис Таргариен.

#### Восьмой сезон
В начале финального сезона Тирион прибывает с Дейенерис в Винтерфелл.
В последней серии «Игры престолов» Тирион попадает под арест за освобождение брата, находившегося в плену у Дейенерис. Находясь под арестом, он убеждает Джона Сноу убить Дейенерис. После её убийства Тирион предлагает сделать монархию в Вестеросе выборной, и выдвигает кандидатуру Брана Старка. Лорды Вестероса соглашаются с этим выбором, и Тирион становится Десницей у нового короля.

## Имя
Популярность персонажа достигла таких масштабов, что в его честь в англоговорящих странах даже начали называть детей: имя «Тирион» попало в «Большую книгу детских имён», изданную в США в 2006 году.
В рейтинге лучших персонажей телесериала, составленного газетой The Independent, Тирион Ланнистер занимает второе место.

## Признание
Персонаж Тириона, сыгранный Питером Динклиджем, получил широкое признание критиков. В 2011 году Динклэйдж получил прайм-тайм премию «Эмми» за лучшую мужскую роль второго плана в драматическом телесериале, а затем — премию «Золотой глобус» за лучшую мужскую роль второго плана в телесериале, мини-сериале или телефильме за роль Тириона в «Игре престолов». Он снова выиграл Эмми в 2015, 2018 и 2019 годах. Среди других наград Динклэйдж был номинирован на премию прайм-тайм «Эмми» в 2012, 2013, 2014 и 2016 годах, что сделало его единственным актёром «Игры престолов», получившим прайм-тайм «Эмми», и единственным актёром, получившим номинации на неё за каждый сезон.